# D.A.R.Y.L. – Der Außergewöhnliche
D.A.R.Y.L. ist ein US-amerikanischer Science-Fiction-Film von Simon Wincer aus dem Jahr 1985. Der junge Cyborg D.A.R.Y.L. wird von Barret Oliver dargestellt. Die deutsche Kinopremiere war am 13. März 1986.

## Handlung
Ein scheinbar elternloser Junge wird an einer Straße in einer bewaldeten Region allein aufgegriffen und den Jugendbehörden übergeben. Da keine Eltern zu ermitteln sind, wird der Junge einer Pflegefamilie, Andy und Joyce Richardson, anvertraut. Er wird liebevoll betreut und entwickelt sich zu einem Musterknaben, immer freundlich, hilfsbereit und ohne Tadel, dabei hochintelligent und außerordentlich aufmerksam.
Es melden sich nach einiger Zeit seine angeblichen Eltern, die alle erforderlichen Papiere haben, um ihren Status zu belegen. Es stellt sich heraus, dass der Junge eine künstliche Lebensform ist, die von einigen beteiligten Wissenschaftlern aus dem Forschungszentrum befreit wurde, um ein normales Leben zu führen. An dieser Stelle beginnt der Film in der bewaldeten Region. Die vom Pentagon finanzierte Forschung hatte einen superintelligenten und eiskalten perfekten Soldaten zum Ziel. Als die Militärs feststellen, dass ihr Forschungsprojekt, Data Analysing Robot Youth Lifeform, Gefühle wie Liebe, Furcht und Vorliebe für Schokopudding entwickelt, soll eine Liquidierung erfolgen. Im Laufe der folgenden abenteuerlichen Flucht stiehlt Daryl, wie der Cyborg genannt wird, ein Überschall-Spionageflugzeug vom Typ Lockheed SR-71 Blackbird, bei dessen Absturz er sein „Leben“ verliert (er ertrinkt). Eine an der Entwicklung von D.A.R.Y.L. beteiligte Medizinerin kommt ins Krankenhaus und aktiviert den scheinbar leblosen Jungen wieder, denn ein Cyborg kann nicht ertrinken. Er hatte sich abgeschaltet, um die Illusion aufrechtzuerhalten.

## Auszeichnungen
Barret Oliver gewann im Jahr 1986 den Saturn Award und wurde für den Young Artist Award nominiert. Der Film erhielt als Bester Abenteuerfilm eine weitere Nominierung für den Young Artist Award.

## Kritiken
Filmkritiker Vincent Canby schrieb in der New York Times, das Beste, was man über D.A.R.Y.L. sagen könne, sei, dass er nicht anstößig ist. Der Film sei zwar nicht wirklich schlecht, aber ziemlich albern. Für das Lexikon des internationalen Films ist der Film dagegen ein „[m]odernes Computermärchen um einen Androiden, das geschickt Spannung, Humor und Gefühle mischt und auf sympathische Weise an menschliche Werte appelliert.“